# Srđan Dragojević

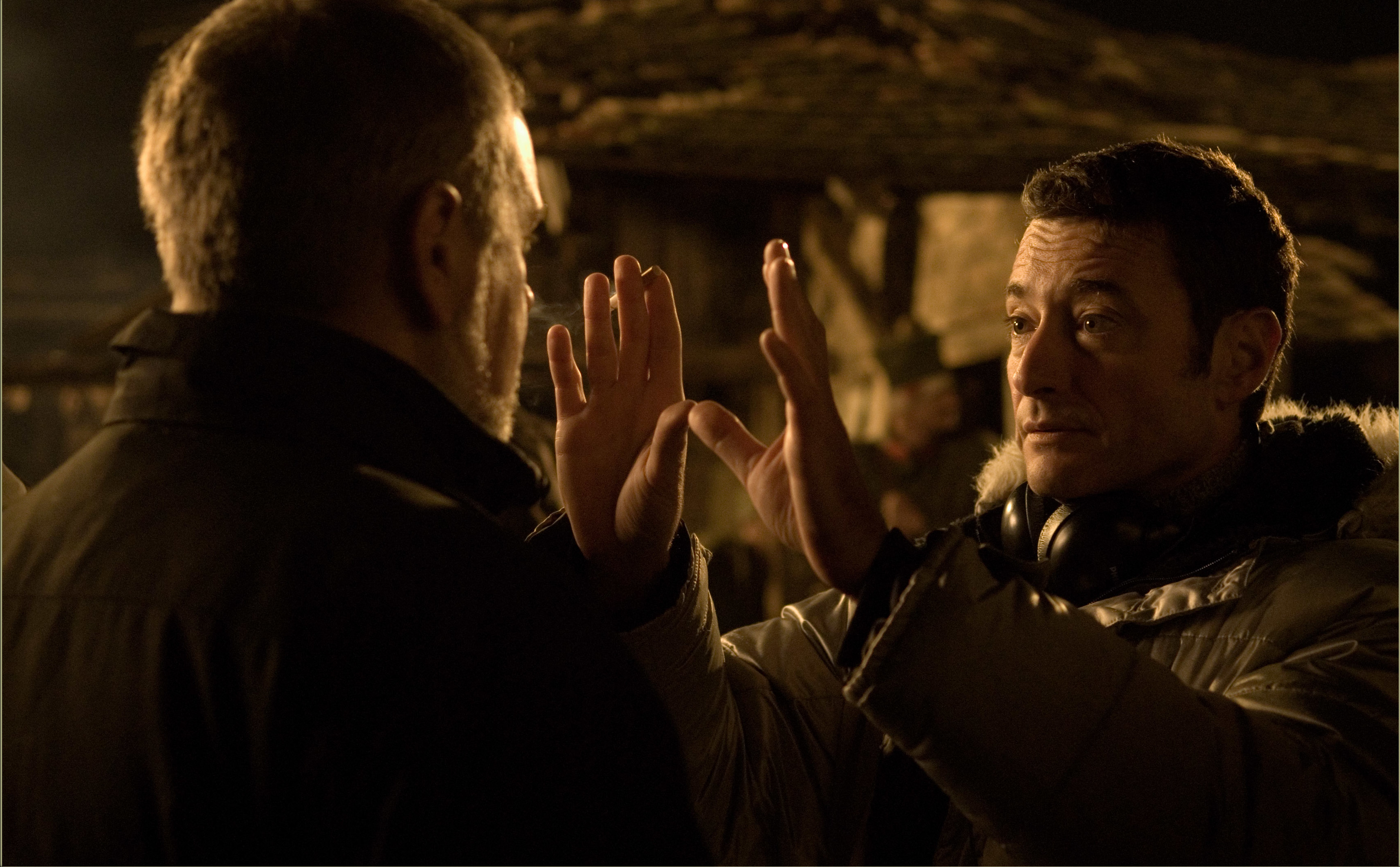
Srđan Dragojević na planie filmu Święty Jerzy zabija smoka

Srđan Dragojević, cyr. Срђан Драгојевић, ur. 1 stycznia 1963 w Belgradzie) – serbski reżyser, scenarzysta i producent filmowy, dziennikarz, poeta oraz polityk, poseł do Zgromadzenia Narodowego.

## Życiorys
W młodości był gitarzystą w zespołach punkowych Lucifer i TV Moroni. Ukończył psychologię kliniczną i reżyserię filmową na Uniwersytecie w Belgradzie. W latach 80. pracował jako dziennikarz, m.in. pisał w czasopiśmie „Student”, wydał też trzy zbiory poezji. Zajmował się działalnością dydaktyczną na macierzystej uczelni, a także pełnił funkcję dyrektora artystycznego belgradzkiego przedsiębiorstwa filmowego.
W kinematografii debiutował w 1992 komedią Mi nismo andjeli. W następnych latach pracował na potrzeby telewizji, swój drugi film kinowy nakręcił w 1996. Piękne wsie pięknie płoną to dramat wojenny mający za tło wojnę domową w Jugosławii. Jego akcja rozgrywa się w Bośni, głównymi bohaterami są Bośniak i Serb, dwaj przyjaciele z dzieciństwa, walczący po dwóch stronach konfliktu. Dwa lata później powstały Rany, gorzki obraz o życiu w Belgradzie w latach 90.
Srđan Dragojević w 2000 podpisał kontrakt z amerykańskim studiem Miramax i wyjechał do Stanów Zjednoczonych. Nie udało mu się tam zrealizować żadnego filmu (pracował nad The Payback All-Star Revue). W 2001 założył własną wytwórnię pod nazwą „Delirijum films”. W 2005 wyreżyserował kontynuację Mi nismo anđeli, a w 2008 Sveti Georgije ubiva azdahu – dramat opowiadający o Serbii tuż przed wybuchem I wojny światowej.
W 2010 zaangażował się w działalność polityczną, wchodząc w skład komitetu centralnego Socjalistycznej Partii Serbii. W 2012 kandydował z jej ramienia do Zgromadzenia Narodowego, mandat poselski objął w 2013. W 2014 został wybrany na kolejną kadencję serbskiego parlamentu, w którym zasiadał do 2016.

## Wybrana filmografia
- Mi nismo anđeli (1992), reżyseria, scenariusz
- Dva sata kvalitetnog programa (1994), reżyseria, scenariusz
- Slatko od snova (1994), scenariusz
- Piękne wsie pięknie płoną (Lepa sela lepo gore, 1996), reżyseria, scenariusz
- Rany (Rane, 1998), dialogi, reżyseria, scenariusz
- Mi nismo anđeli 2 (2005), producent, reżyseria, scenariusz
- Mi nismo anđeli 3: Rock & roll uzvraća udarac (2006), producent wykonawczy, scenariusz
- Święty Jerzy zabija smoka (Sveti Georgije ubiva azdahu, 2009), producent, reżyseria
- Montevideo, smak zwycięstwa (Montevideo, Bog te video, 2010), scenariusz
- Parada (2011), producent, reżyseria, scenariusz
- Montevideo, bog te video: Priča druga (2012), scenariusz
- Atomski zdesna (2014), producent, reżyseria, scenariusz
- Nebesa (2021), reżyseria, scenariusz